# Groupe sportif figeacois
Maillots
Actualités
Le Groupe sportif figeacois est un club français de rugby à XV situé à Figeac (Lot).
Il évolue en Fédérale 3 pour la saison 2022-2023.

## Historique

### Création du club
Le Groupe sportif figeacois voit le jour en 1913, pendant la saison 1913-1914. Il succède à d'autres clubs figeacois, comme le Sporting Club figeacois et le Stade figeacois.

### Ascension vers les sommets
Figeac est champion de France de troisième division en 1961 puis de deuxième division l'année suivante obtenant ainsi deux promotions consécutives jusqu'à la première division.

### Retour en deuxième puis en troisième division
Par la suite, Figeac redescend en deuxième puis en troisième division.
Il remporte un second titre de champion de France de troisième division en 1975.
Dans les années 1980 et 1990, le club continue de faire l'ascenseur entre la deuxième et la troisième division.

### Période moderne
10e de la poule 7 de Fédérale 2 en 2015-2016, le GSF est rétrogradé en poule 7 de Fédérale 3 pour la saison 2016-2017.
En 2017-2018, il termine 6e de la poule 10 de Fédérale 3. Lors de la saison 2019-2020 de Fédérale 3, les rouges et noirs finissent 2e de la poule 10 quand la saison est interrompu à la suite de la pandémie de Covid-19 en France.
Ils ne peuvent donc pas défendre leur chance de remonter en Fédérale 2.

## Identité visuelle

### Couleurs et maillots
Les couleurs du club sont le rouge et le noir.

### Logo

Évolution du logo
Ancien logo abandonné en 2017.
Logo depuis 2017.

## Palmarès
- 1936 : Champion de France 2e série[1].
- 1961 : Champion de France 3e division[1].
- 1962 : Champion de France 2e division[1].
- 1975 : Champion de France 3e division[1].

## Personnalités du club

### Joueurs emblématiques
- Pierre Marsaud
- Roland Lefèvre
- Daniel Boulpiquante
- Malkhaz Urjukashvili

### Entraîneurs
- 2004-2008:  Patrick Bonal

### Présidents
- 1996-2003 :  Bernard Landes[2]
- depuis 2016 :  Bernard Landes[2]